# Copa Africana de Naciones Sub-23 de 2023
La Copa Africana de Naciones Sub-23 de 2023 fue la cuarta edición de la Copa Africana de Naciones Sub-23, un torneo de selecciones masculinas sub-23 de fútbol organizado por la Confederación Africana de Fútbol. Se realizó en Marruecos entre el 24 de junio y 8 de julio de 2023. Los tres mejores equipos clasificaron a los Juegos Olímpicos de París 2024.
El 6 de agosto de 2015, el Comité Ejecutivo de la CAF decidió cambiar el nombre del torneo del Campeonato Sub-23 de la CAF por el de Copa Africana de Naciones Sub-23, similar a la versión para mayores, la Copa de África de Naciones.

## Equipos participantes
| Selecciones participantes | Selecciones participantes | Selecciones participantes | Selecciones participantes |
| ------------------------- | ------------------------- | ------------------------- | ------------------------- |
| Marruecos                 | Egipto                    | Congo                     | Gabón                     |
| Ghana                     | Malí                      | Guinea                    | Níger                     |

## Sedes
Los partidos se disputan en dos sedes; el estadio de Tánger, en Tánger y el estadio Príncipe Moulay Abdellah, en Rabat.
| Rabat Tánger | Tánger            | Rabat                   |
| ------------ | ----------------- | ----------------------- |
| Rabat Tánger | Estadio de Tánger | Estadio Moulay Abdellah |
| Rabat Tánger | Capacidad: 65 000 | Capacidad: 60 000       |
| Rabat Tánger |                   |                         |

## Sorteo
El sorteo, al que asistieron las leyendas africanas Patrick Mboma y Aziz Bouderbala, se llevó a cabo el viernes 5 de mayo de 2023, a las 17:00 hora local (16:00 GMT) en el Centro Técnico Mohamed VI en Rabat, Marruecos.
| Colocados                                        | Bombo 1        | Bombo 2                          |
| ------------------------------------------------ | -------------- | -------------------------------- |
| - Marruecos (posición A1) - Egipto (posición B1) | - Ghana - Malí | - Congo - Gabón - Guinea - Níger |

## Árbitros
| Árbitros - Clement Franklin Kpan - Mahmoud Nagi - Jalal Jayed - Omar Abdulkadir Artan - Abongile Tom - Adalbert Diouf - Youcef Gamouh - Patrice Mebiame - Lamin Jammeh - Muhammad Elmabrouk | Árbitros asistentes - Stephen Yiembe - Joel Wonka Doe - Sami Halal - Styven Moutsassi - Abdessamad Abertoune - Hamza Naciri - Wael Hannachi - Adel Abane - Jhonathan Ahonto Koffi - Dimbiniaina Andriatianarivelo - Youssef Mahmoud | VAR - Maria Rivet - Mohamed Hussien - Dahane Beida - Letticia Antonella Wiana - Mustapha Ghorbal - Haytem Guirat - Peter Waweru - Adil Zourak |

## Primera fase
- Todos los horarios corresponden a la hora local de Marruecos (UTC+1).

### Grupo A
| Equipo    | Pts | PJ | PG | PE | PP | GF | GC | Dif |
| --------- | --- | -- | -- | -- | -- | -- | -- | --- |
| Marruecos | 9   | 3  | 3  | 0  | 0  | 8  | 2  | 6   |
| Guinea    | 4   | 3  | 1  | 1  | 1  | 5  | 4  | 1   |
| Ghana     | 4   | 3  | 1  | 1  | 1  | 5  | 8  | –3  |
| Congo     | 0   | 3  | 0  | 0  | 3  | 3  | 7  | –4  |

|  | Clasificados para las semifinales. |

| 24 de junio de 2023 | Marruecos                     | 2:1 (0:1) | Guinea    | Estadio Moulay Abdellah, Rabat    |                                   |
| 21:00               | Abde 68' (pen.), 90+8' (pen.) | Reporte   | Bah 45+2' | Árbitro(s): Omar Abdulkadir Artan | Árbitro(s): Omar Abdulkadir Artan |

| 25 de junio de 2023 | Ghana                                 | 3:2 (0:0) | Congo                         | Estadio Moulay Abdellah, Rabat |                          |
| 16:00               | - Nuamah 50' - Yeboah 75', 83' (pen.) | Reporte   | - Kokolo 90+3' - Ngatse 90+4' | Árbitro(s): Mahmoud Nagi       | Árbitro(s): Mahmoud Nagi |

| 27 de junio de 2023 | Congo      | 1:3 (1:1) | Guinea                                         | Estadio Moulay Abdellah, Rabat    |                                   |
| 18:00               | Ngatse 40' | Reporte   | - Camara 10' - Bowamba 54' (a.g.) - Soumah 84' | Árbitro(s): Clement Franklin Kpan | Árbitro(s): Clement Franklin Kpan |

| 27 de junio de 2023 | Marruecos                                                    | 5:1 (3:1) | Ghana     | Estadio Moulay Abdellah, Rabat |                             |
| 21:00               | - Richardson 7' - Saibari 13' - Begraoui 30', 53' - Abde 48' | Reporte   | Adams 43' | Árbitro(s): Patrice Mebiame    | Árbitro(s): Patrice Mebiame |

| 30 de junio de 2023 | Congo | 0:1 (0:1) | Marruecos | Estadio Moulay Abdellah, Rabat |                          |
| 21:00               |       | Reporte   | Taha 7'   | Árbitro(s): Mahmoud Nagi       | Árbitro(s): Mahmoud Nagi |

| 30 de junio de 2023 | Guinea     | 1:1 (0:1) | Ghana      | Estadio de Tánger, Tánger      |                                |
| 21:00               | Fofana 61' | Reporte   | Yeboah 33' | Árbitro(s): Elmabrouk Muhammad | Árbitro(s): Elmabrouk Muhammad |

### Grupo B
| Equipo | Pts | PJ | PG | PE | PP | GF | GC | Dif |
| ------ | --- | -- | -- | -- | -- | -- | -- | --- |
| Egipto | 7   | 3  | 2  | 1  | 0  | 3  | 0  | 3   |
| Malí   | 6   | 3  | 2  | 0  | 1  | 5  | 2  | 3   |
| Níger  | 4   | 3  | 1  | 1  | 1  | 1  | 2  | –1  |
| Gabón  | 0   | 3  | 0  | 0  | 3  | 1  | 6  | –5  |

|  | Clasificados para las semifinales. |

| 25 de junio de 2023 | Egipto | 0:0     | Níger | Estadio de Tánger, Tánger  |                            |
| 18:00               |        | Reporte |       | Árbitro(s): Adalbert Diouf | Árbitro(s): Adalbert Diouf |

| 25 de junio de 2023 | Malí                                                | 3:1 (2:1) | Gabón           | Estadio de Tánger, Tánger |                         |
| 21:00               | - Sangare 20' (pen.) - Doumbia 41' - Tamboura 90+2' | Reporte   | Ovono 3' (pen.) | Árbitro(s): Jalal Jayed   | Árbitro(s): Jalal Jayed |

| 28 de junio de 2023 | Egipto   | 1:0 (1:0) | Malí | Estadio de Tánger, Tánger |                          |
| 18:00               | Adel 10' | Reporte   |      | Árbitro(s): Lamin Jammeh  | Árbitro(s): Lamin Jammeh |

| 28 de junio de 2023 | Gabón | 0:1 (0:0) | Níger               | Estadio de Tánger, Tánger |                           |
| 21:00               |       | Reporte   | Moumouni 60' (pen.) | Árbitro(s): Youcef Gamouh | Árbitro(s): Youcef Gamouh |

| 1 de julio de 2023 | Gabón | 0:2 (0:0) | Egipto                            | Estadio de Tánger, Tánger         |                                   |
| 21:00              |       | Reporte   | - Saber 82' - Faisal 90+2' (pen.) | Árbitro(s): Omar Abdulkadir Artan | Árbitro(s): Omar Abdulkadir Artan |

| 1 de julio de 2023 | Níger | 0:2 (0:0) | Malí                               | Estadio Moulay Abdellah, Rabat |                          |
| 21:00              |       | Reporte   | - Sangare 49' (pen.) - Doumbia 90' | Árbitro(s): Abongile Tom       | Árbitro(s): Abongile Tom |

## Segunda fase

### Cuadro de desarrollo
|  | Semifinales | Semifinales |   |            | Final             | Final |  |
|  |             |             |   |            |                   |       |  |
|  |             |             |   |            |                   |       |  |
|  | 4 de julio  |             |   |            |                   |       |  |
|  | Marruecos   | 2 (4)       |   |            |                   |       |  |
|  | Malí        | 2 (3)       |   |            |                   |       |  |
|  |             |             |   |            |                   |       |  |
|  |             |             |   |            | 8 de julio        |       |  |
|  |             |             |   |            | Marruecos (t. s.) | 2     |  |
|  |             | Egipto      | 1 |            |                   |       |  |
|  |             |             |   |            |                   |       |  |
|  |             |             |   |            |                   |       |  |
|  |             |             |   |            | Tercer lugar      |       |  |
|  | 4 de julio  | 4 de julio  |   | 7 de julio | 7 de julio        |       |  |
|  | Egipto      | 1           |   | Malí       | 0 (4)             |       |  |
|  | Guinea      | 0           |   |            | Guinea            | 0 (3) |  |

- Todos los horarios corresponden a la hora local de Marruecos (UTC+1).

### Semifinales
Los ganadores de las semifinales clasificaron a los Juegos Olímpicos París 2024.
| 4 de julio de 2023 | Egipto     | 1:0 (1:0) | Guinea | Estadio de Tánger, Tánger |                          |
| 18:00              | Shehata 8' | Reporte   |        | Árbitro(s): Abongile Tom  | Árbitro(s): Abongile Tom |

| 4 de julio de 2023 | Marruecos                                 | 2:2 (1:1, 1:0) (t. s.)(4:3 p.) | Malí                                         | Estadio Moulay Abdellah, Rabat |                          |
| 21:00              | - El Ouahdi 14' - El Ouazzani 108'        | Reporte                        | - Diambou 66' - Maïga 116'                   | Árbitro(s): Pierre Atcho       | Árbitro(s): Pierre Atcho |
|                    |                                           | Tiros desde el punto penal     |                                              |                                |                          |
|                    | - Targhalline - El Ouazzani - Taha - Abde |                                | - Traoré - Diambou - Diallo - Bah - Diomandé |                                |                          |

### Tercer lugar
El ganador de este partido obtuvo el último cupo a los Juegos Olímpicos París 2024, el perdedor clasificó al repechaje CAF-AFC.
| 7 de julio de 2023 | Malí                                        | 0:0 (t. s.)(4:3 p.)        | Guinea                                                  | Estadio de Tánger, Tánger |                           |
| 18:00              |                                             | Reporte                    |                                                         | Árbitro(s): Youcef Gamouh | Árbitro(s): Youcef Gamouh |
|                    |                                             | Tiros desde el punto penal |                                                         |                           |                           |
|                    | - Maïga - Diambou - Diallo - Diomandé - Bah |                            | - F. Camara - A. Camara - Soumah - O. Camara - S. Cissé |                           |                           |

### Final
| 8 de julio de 2023 | Marruecos                           | 2:1 (1:1, 1:1) (t. s.) | Egipto    | Estadio Moulay Abdellah, Rabat |                          |
| 21:00              | - Begraoui 37' - Targhalline 105+3' | Reporte                | Saber 10' | Árbitro(s): Peter Waweru       | Árbitro(s): Peter Waweru |

|                               |
| Bandera de Marruecos          |
| Campeón Marruecos 1.er título |

## Clasificados a los Juegos Olímpicos de 2024
| Bandera de Marruecos | Bandera de Egipto   | Bandera de Mali     | Bandera de Guinea     |
| Marruecos            | Egipto              | Malí                | Guinea                |
| Campeón              | Subcampeón          | Tercer lugar        | Ganador del repechaje |
| Clasificado: 4/7/23  | Clasificado: 4/7/23 | Clasificado: 8/7/23 | Clasificado: 9/5/24   |

## Goleadores
3 goles
- Emmanuel Yeboah
- Ez Abde
- Yanis Begraoui

2 goles
- Yann Ngatse
- Mahmoud Saber
- Cheickna Doumbia
- Mamadou Sangare

Un gol
| - Reich Triomphe Kokolo - Ibrahim Adel - Osama Faisal - Mohamed Shehata Mahmoud - Emmanuel Ovono - Salim Adams - Ernest Nuamah | - Algassime Bah - Aguibou Camara - Ibrahima Breze Fofana - Salifou Soumah - Alhassane Tamboura - Mamady Diambou - Issoufi Maïga | - Amir Richardson - Ismael Saibari - Younes Taha - Zakaria El Ouahdi - Amine El Ouazzani - Oussama Targhalline - Abdoul Moumouni |

Autogoles
- Jacques Bowamba (contra Guinea)

## Repechaje olímpico
Guinea (cuarto lugar del torneo) e Indonesia (cuarto lugar de la Copa Asiática Sub-23 de la AFC de 2024) disputaron un partido único de repechaje en busca de un boleto a los Juegos Olímpicos de París 2024.

| 9 de mayo de 2024 | Indonesia | 0:1 (0:1) | Guinea            | INF Clairefontaine, Clairefontaine-en-Yvelines |                               |
| 15:00 (UTC+2)     |           |           | Moriba 29' (pen.) | Árbitro(s): François Letexier                  | Árbitro(s): François Letexier |